# Oleg Molokojedov
Oleg Molokojedov (russisch Олег Молокоедов, englische Transkription Oleg Molokoyedov, * 20. April 1947 in Brașov, Rumänien; †  3. Februar 2022 in Vilnius) war ein sowjetischer bzw. litauischer Jazzmusiker (Piano, Keyboard, Komposition, auch Trompete, Saxophon) und Musikjournalist, der als Urgestein der litauischen Jazzszene galt.

## Leben und Wirken
Molokojedov hatte von 1961 bis 1965 Akkordeon-Unterricht an der Musikhochschule Vilnius, 1965–68 studierte er Komposition am litauischen Staatskonservatorium (Klasse von Antanas Raciunas). Er begann bereits in den 1960er-Jahren Jazz zu spielen und debütierte 1966 als Leiter einer eigenen Band, als er 1966 mit seinem Quintett beim Tallinn Jazz Festival 1967 auftrat; er selbst am Klavier, dazu Flötist Algis Vazgirda, Posaunist Giedrius Balutis, Bassist Vladimir Andreyuk und Schlagzeuger Zbigniew Zhilenis. Von 1969 bis 1979 spielte Molokoedov in vielen verschiedenen Pop- und Jazzbands in Litauen.
Ab 1970 trat Molokojedov in verschiedenen Kollaborationen mit Wladimir Tschekassin (vom Duo bis zur Bigband) auf und machte sich als Mitglied des Tschekassin-Quartetts einen Namen. Mit Tschekasins Projekten trat er nicht nur als Pianist, sondern auch als Keyboarder und sogar als Trompeter auf (allerdings nutzte Molokojedov die Trompete nicht so sehr als Soloinstrument, sondern als ausdrucksstarke Klangfarbe) bei vielen sowjetischen und auf ausländische Festivals auf.
Nach dem Zusammenbruch der UdSSR arbeitete Molokojedov, bereits im unabhängigen Litauen, in Ensembles anderer Musiker mit, meist auch aus dem Kreis der Anhänger der „Vilnius-Schule“: seine Ensembles (oder Gruppen mit seiner Beteiligung) traten immer wieder auf die Bühnen russischer Clubs und Jazzfestivals auf. 1989 trat er dem Vytautas Labutis Trio bei und gründete mit Gediminas Laurinavičius, Leonid Šinkarenko und Vytautas Labutis das Vilnius Jazz Quartet, das die Traditionen des GTCh Trios übernahm und förderte und als Vilnius Jazz School bekannt ist, mit dem er zwischen 1997 und 2002 drei Alben vorlegte, u. a. eines unter Beteiligung der Sängerin und Flötistin Neda Malunavichiute.
1986 schloss Molokojedov sein Studium an der Journalistischen Fakultät der Universität Vilnius ab und war 1989–91 Herausgeber (von Vilnius aus) des in Moskau herausgegebenen Jazz-Magazins, einer Publikation der Sowjetischen Jazzföderation. Zwar wurden in drei Jahren nur drei Ausgaben dieser Publikation veröffentlicht, und mit dem Ende der Sowjetunion endete auch die Geschichte der sowjetischen Jazzföderation, doch das Magazin gilt als erste unzensierte typografische Veröffentlichung über Jazz in der sowjetischen Geschichte.
Des Weiteren war er ab 1981 als Dozent und Lehrer für Jazzimprovisation tätig, der eine Reihe von sogenannten „Generationen“-Projekten initiiert hat, an denen viele litauische Jazzmusiker beteiligt waren. Unter eigenem Namen legte er 2007 das Album Invitation to the Dance vor. Er schrieb eine Reihe von Jazz-Kompositionen und auch Artikel über Jazz. Er starb im Februar 2022 an den Folgen einer Herzkrankheit.

## Diskographische Hinweise
- The Vladimir Chekasin Quartet: Nostalgia (Leo Records, 1984)
- Neda Malūnavičiūtė, Vilnius Jazz Quartet: Neda & VJQ (1997)
- Labutis Jazz Quartet: Layers (Ratai Records, 2007), mit Vytautas Labutis, Eugenijus Kanevičius, Arvydas Joffė
- Oleg Molokojedov Quartet: Invitation to the Dance (Zona, 2007), mit  Vytautas Labutis, Vladislav Borkovski, Leonid Šinkarenko, Gediminas Laurinavičius